# La spietata colt del gringo
La spietata colt del gringo (La venganza de Clark Harrison) è un film del 1966 diretto da José Luis Madrid.

## Trama
Due uomini mascherati irrompono nell'ufficio di Duvall, il proprietario di una miniera d'oro situata nei pressi del villaggio di Paraiso per sottrargli gli atti di proprietà della miniera stessa. Sorpresi da Sol Lester, un giovane sorvegliante, lo tramortiscono e uccidono Duvall. Con una serie di false testimonianze riescono quindi a far ricadere la colpa dell'assassinio sul giovane che viene condannato e rinchiuso in carcere. Tra i testimoni che giurano il falso c'è anche la sua fidanzata Cora.
Tornato libero con un paio d'anni d'anticipo grazie al buon comportamento tenuto in carcere, Sol Lester torna a Paraiso e scopre che le cose sono molto cambiate. Halloway il mandante della rapina notturna è diventato il nuovo direttore della miniera di Duvall mentre Coleman l'esecutore materiale dell'assassinio spadroneggia sul territorio. Inizia così una lunga lotta tesa da un lato a contrastarne la prepotenza e dall'altro a provare la loro colpevolezza nell'uccisione di Duvall. Una parte dei cittadini sta con lui e, quando lo sceriffo di Paraiso muore assassinato durante un tentativo di rapina in banca Sol Lester viene nominato al suo posto.
La partita si complica quando anche Bliss, il proprietario del saloon gioca le sue carte per mettere le mani sulla miniera. Il suo piano prevede di neutralizzare prima Lester e poi mettere Coleman e Halloway l'uno contro l'altro. Il giovane pistolero deve affrontare nemici pericolosi con pochi alleati ma trova l'inaspettato aiuto di Lois Duvall, la figlia del proprietario della miniera assassinato.

## Curiosità
Condannato al carcere duro, Sol Lester viene rinchiuso nel penitenziario di Amargosa. Amargosa è una località che esiste davvero, oggi è chiamata Death Valley Junction ed è situata ai bordi della leggendaria Valle della Morte che ospita anche l'altrettanto famoso Zabriskie Point. Inoltre nelle sue vicinanze c'è davvero un carcere, nel bel mezzo del deserto, a metà strada tra Las Vegas e la stessa Death Valley Junction.